# Liste de périodiques anarchistes
Ce qui suit est une liste chronologique incomplète de périodiques anarchistes.

## Créé en entre 1800 et 1899
| Dates de publication | Titre                                                   | Format           | Langue              | Lieu                                                   |
| -------------------- | ------------------------------------------------------- | ---------------- | ------------------- | ------------------------------------------------------ |
| 1833                 | The Peaceful Revolutionist                              |                  | Anglais             | Cincinnati, Ohio (États-Unis)                          |
| 1850                 | L'Anarchie, journal de l'ordre                          | Mensuel          | Français            | France                                                 |
| 1872–1890 1892–1893  | The Word                                                | Magazine         | Anglais             | Princeton, Cambridge (États-Unis)                      |
| 1877-1931            | Journal des ouvriers de Chicago                         | Magazine         | Anglais et Allemand | Chicago (États-Unis)                                   |
| 1879                 | El Descamisado (es)                                     | Journal          | Espagnol            | Buenos Aires, Argentine                                |
| 1879–1910            | Die Freiheit                                            | Journal          | Allemand            | Londres (Royaume-Uni), New York, (États-Unis)          |
| 1879–1885            | Le Révolté                                              | Journal          | Français            | Genève (Suisse)                                        |
| 1880–1886            | Los Desheredados (es)                                   | Périodique       | Espagnol            | Catalogne (Espagne)                                    |
| 1880–1881            | La Révolution sociale                                   | Journal          | Français            | Paris (France)                                         |
| 1881–1908            | Liberty                                                 | BiHebdomadaire   | Anglais             | Boston, Massachusetts États-Unis                       |
| 1883–1907            | Lucifer, Le Porteur de Lumière                          | Hebdomadaire     | Anglais             | Valley Falls, Kansas et Chicago, Illinois (États-Unis) |
| 1884–1888?           | The Alarm                                               | Hebdomadaire     | Anglais             | Chicago (États-Unis)                                   |
| 1885-1888            | The Anarchist (en)                                      | Mensuel          | Anglais             | Londres (Royaume-Uni)                                  |
| 1886-actuellement    | Freedom                                                 | Biweekly tabloïd | Anglais             | Londres (Royaume-Uni)                                  |
| 1886-1888            | Acracia                                                 | Mensuel          | espagnol            | Barcelone (Catalogne)                                  |
| 1890–1893            | Le Réveil des mineurs                                   |                  | Français            | États-Unis                                             |
| 1890–1896            | El Perseguido (es)                                      | Journal          | Espagnol            | Buenos Aires (Argentine)                               |
| 1890–1977            | La Voix du travailleur libre                            | Tabloïd          | Yiddish             | États-Unis                                             |
| 1891–1894            | L’En-dehors                                             | Journal          | Français            | Paris (France)                                         |
| 1892–1915 1920–1923  | Arbeter Fraynd (en)                                     | Journal          | Yiddish             | Londres (Royaume-Uni)                                  |
| 1894                 | El Oprimido (es)                                        | Journal          | Espagnol            | Valparaiso (Chili)                                     |
| 1895-1914 1916–1921  | Les Temps Nouveaux, Périodique des anarchistes français | Hebdomadaire     | Français            | Paris (France)                                         |
| 1895–1956            | Le Libertaire                                           | Journal          | Français            | Paris (France)                                         |
| 1895–1904            | The Firebrand, 1895–1897 Free Society, 1897–1904        | Journal          | Anglais             | San Francisco (États-Unis)                             |
| 1896–1897            | La Voix de la femme,                                    | Journal Espagnol | Rosario (Argentine) |                                                        |
| 1896–1932            | Der Eigene                                              | Journal          | Allemand            | Berlin (Allemagne)                                     |
| 1897–présent         | La Protesta (es)                                        | Journal          | Espagnol            | Buenos Aires (Argentine)                               |
| 1898–présent         | Brand                                                   | Magazine         | suédois             | Stockholm (Suède)                                      |
| 1898–1905 1923–1936  | La Revista Blanca                                       | Magazine         | Espagnol            | Madrid et Barcelone (Espagne)                          |
| 1898–??              | El Rebelde (es)                                         | Journal          | Espagnol            | Santiago (Chili)                                       |

## Créé entre 1900 et 1999
| Dates de publication   | Titre                                                                                        | Format                                             | Langue              | Lieu                                                                 |
| ---------------------- | -------------------------------------------------------------------------------------------- | -------------------------------------------------- | ------------------- | -------------------------------------------------------------------- |
| 1900–??                | Regeneración                                                                                 | Journal                                            | Espagnol            | Mexique et États-Unis                                                |
| 1901–1906              | L’Union des travailleurs                                                                     |                                                    | Français            | États-Unis                                                           |
| 1902–??                | Tierra y Libertad                                                                            | Journal                                            | Espagnol            | Espagne                                                              |
| 1903–1911              | Il Pensiero                                                                                  | bimensuelle                                        | Italien             | Italie                                                               |
| 1905–1914              | L'Anarchie                                                                                   | Journal                                            | Français            | Paris (France)                                                       |
| 1900–1903 1905–1908    | Germinal                                                                                     | Journal                                            | Yiddish             | Londres (Royaume-Uni)                                                |
| 1903–1918              | Chronique subversive                                                                         | Journal                                            | Italien             | New Jersey (États-Unis)                                              |
| 1907-1908              | Tianyi (ou Tianyi bao 天義報 = Natural Justice, Justice naturelle)                           | Bimensuel                                          | Chinois             | Tokyo (Japon)                                                        |
| 1907–1910              | Xin Shiji (en)(新世紀 = New Era, Nouveau Siècle), périodique des étudiants chinois en France | Mensuel                                            | Chinois             | Paris (France)                                                       |
| 1906–1917              | Mother Earth                                                                                 | Mensuel                                            | Anglais             | États-Unis                                                           |
| 1907–présent           | Solidarité Ouvrière                                                                          | Hebdomadaire                                       | Espagnol            | Espagne                                                              |
| 1907–1932              | Die Aktion                                                                                   | Périodique Hebdomadaire                            | Allemand            | Allemagne                                                            |
| 1908                   | Hengbao (衡報 = Equity, L'Equité)                                                            | Trimensuel                                         | Chinois             | Tokyo (Japon)                                                        |
| 1911–1919              | Golos Truda                                                                                  | Mensuel, Hebdomadaire, plus tard journal quotidien | Russe               | New York, Petrograd, Moscou                                          |
| 1916–1917              | The Blast (en)                                                                               | Bihebdomadaire                                     | Anglais             | San Francisco, Californie (États-Unis)                               |
| 1917–1921              | Anarkhiia (en)                                                                               | Hebdomadaire                                       | Russe               | Moscou                                                               |
| 1917–1921              | Der Ziegelbrenner                                                                            | Magazine                                           | Allemand            | Munich (République de Weimar)                                        |
| 1919—1927              | A Batalha (pt)                                                                               |                                                    | Portugais           | Portugal                                                             |
| 1920–1922 1945–présent | Umanità Nova                                                                                 | Hebdomadaire                                       | Italien             | Italie                                                               |
| 1922–présent           | Arbetaren                                                                                    | Journal hebdomadaire                               | Suédois             | Suède                                                                |
| 1922-1925              | La Revue anarchiste                                                                          | mensuel                                            | Français            | France                                                               |
| 1922–1939              | L'EnDehors                                                                                   | Journal                                            | Français            | Paris (France)                                                       |
| 1923–1928              | De Moker (en)                                                                                | Magazine                                           | Néerlandais         | Pays-Bas                                                             |
| 1927–1931              | Road to Freedom (en)                                                                         | Journal                                            | Anglais             | New York, New York (États-Unis)                                      |
| 1929–1937              | Iniciales (en)                                                                               | Magazine                                           | Espagnol            | Barcelone et Valence (Espagne)                                       |
| 1929-1936              | La Revue anarchiste                                                                          | mensuel puis trimestriel                           | Français            | France                                                               |
| 1932–1939              | Vanguard                                                                                     | Mensuel                                            | Anglais             | New York, New York (États-Unis)                                      |
| 1936-1938              | Spain and the World                                                                          | bimensuelle                                        | Anglais             | Grande Bretagne                                                      |
| 1937–1940              | Jingzhe (Chengdu) (en)                                                                       | Journal                                            | Chinois             | Chengdu (Chine)                                                      |
| 1945–1956              | L'Unique                                                                                     | Journal                                            | Français            | France                                                               |
| 1946–1958              | Ação Direta (pt)                                                                             | Hebdomadaire                                       | Portugais           | Rio de Janeiro, Brésil                                               |
| 1952–53                | The Syndicalist                                                                              | Journal                                            | Anglais             | Royaume-Uni                                                          |
| 1955-1970              | Noir et Rouge                                                                                | revue                                              | Français            | France                                                               |
| 1960–1992              | Solidarity                                                                                   | Magazine                                           | Anglais             | Londres (Royaume-Uni)                                                |
| 1961–1994              | Our Generation (en)                                                                          | Semestriel                                         | Anglais             | Montréal (Canada)                                                    |
| 1965–1968              | Left and Right: A Journal of Libertarian Thought                                             | Journal                                            | Anglais             | États-Unis)                                                          |
| 1966–1968              | Black Mask                                                                                   | Journal                                            | Anglais             | New York, New York (États-Unis)                                      |
| 1965–présent           | Fifth Estate                                                                                 | magazine Tri-annuel                                | Anglais             | Détroit, Michigan (États-Unis)                                       |
| 1969–1984              | The Libertarian Forum (en)                                                                   | Journal                                            | Anglais             | États-Unis                                                           |
| 1969–présent           | The Match!                                                                                   | magazine irrégulier                                | Anglais             | Tucson, Arizona (États-Unis)                                         |
| 1970–présent           | Gateavisa (en)                                                                               | journal                                            | Norvégien           | Oslo                                                                 |
| 1970–2006              | Black Flag (journal) (en)                                                                    | journal annuel                                     | Anglais             | Royaume-Uni                                                          |
| 1971–?                 | A/Rivista Anarchica                                                                          | journal annuel                                     | italien             | Italie                                                               |
| 1970s-1980s            | Black Rose                                                                                   | Magazine                                           | Anglais             | Boston, Massachusetts (États-Unis)                                   |
| 1972–présent           | Graswurzelrevolution (en)                                                                    | Mensuel                                            | Allemand            | Münster Allemagne                                                    |
| 1974–1980              | Libero International                                                                         | Journal                                            | Anglais             | Kobe (Japon)                                                         |
| 1979–1991              | Iztok                                                                                        | irrégulière                                        | Multilangue         |                                                                      |
| 1980–présent           | Anarchy: A Journal of Desire Armed (en)                                                      | magazine trimestriel                               | Anglais             | Berkeley, Californie, originaire de Columbia (Missouri) (États-Unis) |
| 1981–1997              | Ideas and Action (en)                                                                        | Magazine                                           | Anglais             | États-Unis                                                           |
| 1981-présent           | Social Anarchism (journal) (en)                                                              | Journal irrégulier                                 | Anglais             | Baltimore, Maryland (États-Unis)                                     |
| 1982–actuellement      | Rebel Worker (en)                                                                            | magazine bimensuel                                 | Anglais             | Sydney, Australie                                                    |
| 1983–présent           | Class War (en)                                                                               | Journal irrégulier                                 | Anglais             | Londres (Royaume-Uni)                                                |
| 1984–2004              | Counter Information                                                                          | Semestriel                                         | Anglais             | Édimbourg (Écosse)                                                   |
| 1984–présent           | Green Anarchist (en)                                                                         | Magazine                                           | Anglais             | Royaume-Uni                                                          |
| 1984–présent           | Rojo y Negro                                                                                 | mensuelle                                          | espagnol            | Espagne                                                              |
| 1985–actuellement      | El Libertario (Argentina) (es)                                                               | Journal                                            | Espagnol            | Buenos Aires City (Argentine)                                        |
| 1986–présent           | Anarcho-Syndicalist Review                                                                   | Trimestriel                                        | Anglais             | États-Unis                                                           |
| 1988–1991              | The Arousal (en)                                                                             | Bulletin                                           | Anglais             | Pakistan                                                             |
| 1988–présent           | Ekintza Zuzena                                                                               | Revue annuel                                       | Basque              | Bilbao (Espagne)                                                     |
| 1988–actuellement      | Organise!                                                                                    | magazine semestriel                                | Anglais             | Royaume-Uni et Irlande                                               |
| 1989–présent           | Profane Existence (en)                                                                       | Zine irrégulier                                    | Anglais             | Minneapolis, Minnesota (États-Unis)                                  |
| 1990–1996              | Love and Rage/Amor y Rabia                                                                   | Journal irrégulier                                 | Anglais et Espagnol | États-Unis                                                           |
| 1993–présent           | Anarchist Studies                                                                            | Magazine biannual                                  | Anglais             | Londres (Royaume-Uni)                                                |
| 1994–présent           | SchNEWS (en)                                                                                 | Hebdomadaire A4 sheets                             | Anglais             | Brighton (Royaume-Uni))                                              |
| 1995–2015              | El Libertario (es)                                                                           | Journal irrégulier                                 | Espagnol            | Caracas (Venezuela)                                                  |
| 1996–présent           | Direct Action                                                                                | magazine semestriel                                | Anglais             | Manchester (Royaume-Uni))                                            |
| 1996–présent           | Perspectives on Anarchist Theory (en)                                                        | magazine semestriel                                | Anglais             | Washington, DC (États-Unis)                                          |
| 1998–présent           | The Defenestrator                                                                            | Journal irrégulier                                 | Anglais             | Philadelphie, Pennsylvanie (États-Unis)                              |
| 1998–présent           | Resistance                                                                                   | bulletin Mensuel                                   | Anglais             | Londres (Royaume-Uni)                                                |

## Créé entre 2000 et 2023
| Dates de publication | Titre                                                           | Format               | Langue              | Lieu                             |
| -------------------- | --------------------------------------------------------------- | -------------------- | ------------------- | -------------------------------- |
| 2000?–présent        | Avtonom                                                         | magazine trimestriel | Russe               | Russie                           |
| 2000–2009            | Green Anarchy                                                   | magazine trimestriel | Anglais             | Eugene, Oregon (États-Unis)      |
| 2001–2010            | Abolishing the Borders from Below (en)                          | magazine irrégulier  | Anglais             | Berlin, (Allemagne)              |
| 2001–présent         | Directe Actie                                                   | magazine trimestriel | Néerlandais         | Amsterdam, (Pays-Bas)            |
| 2001–présent         | Zabalaza: A Journal of Southern African Revolutionary Anarchism | journal annuel       | Anglais             | Johannesburg, (Afrique du Sud)   |
| 2002–présent         | Route for Freedom                                               | Mensuel              | Grecque             | Grèce                            |
| 2005–présent         | Rolling Thunder (zine) (en)                                     | magazine semestriel  | Anglais             | États-Unis                       |
| 2011–2012            | Tides of Flame (en)                                             |                      | Anglais             | Seattle (États-Unis)             |
| 2012–présent         | Modern Slavery: The Libertarian Critique of Civilization        | journal semestriel   | Anglais             | Oakland, Californie (États-Unis) |
| 2017–présent         | Lundi matin                                                     | revue semestriel     | Français            | France                           |
| 2019–présent         | Ballast                                                         | biannuelle           | Français            | France                           |
| 2021–présent         | Liberté Ouvrière                                                | journal annuel       | Français et Anglais | Montréal (Canada)                |
| 2023–présent         | Anarchist Union Journal                                         | journal irrégulier   | Anglais             | États-Unis et Canada             |